# 吉祥街道 (原平市)
吉祥街道，是中华人民共和国山西省忻州市原平市下辖的一个乡镇级行政单位。2021年5月，撤销轩煤矿区街道，设立吉祥街道，以原新原乡的武彦、张村、东营、磨头4个村委会，原北城街道的沙河桥社区居委会，原轩煤矿区街道的吉祥花园社区居委会为吉祥街道的行政区域，代管原轩煤矿区街道机关、刘家梁矿、黄甲堡矿、焦家寨矿4个社区居委会。

## 行政区划
吉祥街道下辖以下地区：
武彦、张村、东营、磨头4个村委会，沙河桥社区，吉祥花园社区。